# Lola's Theme
Lola's Theme is een nummer van het Britse dj-duo The Shapeshifters uit 2004. Het is de eerste single van hun debuutalbum Sound Advice. Het nummer was in eerste instantie bedoeld als een instrumentaal nummer, maar zangeres Cookie heeft het uiteindelijk ingezongen.
"Lola's Theme" werd een grote danshit in Europa en Oceanië. In het Verenigd Koninkrijk werd het een nummer 1-hit. In de Nederlandse Top 40  haalde het de 13e positie en werd Dancesmash op Radio 538, en in de Vlaamse Ultratop 50 de 19e.